# Monobloco (álbum)
Monobloco é um álbum da banda brasileira Monobloco. A banda gravou o álbum com Sérgio Loroza, Fernanda Abreu, Lenine, e Rodrigo Maranhão. As canções foram gravadas com dezenove percussionistas, que o grupo seleciona para o ano inteiro. O álbum foi gravado no Circo Voador, no Rio de Janeiro. O álbum tem sucessos regravados, como "Coisinha do Pai", "Vou Festejar", e "Tropicana".

## Faixas
1. "Coisinha do Pai/ Vou Festejar"[1]
2. "Rap do Real"
3. "Miséria S.A."
4. "Os Orixás/ Anunciação"
5. "Tropicana"
6. "Primavera (Vai Chuva)"
7. "Do Leme ao Pontal/ O Descobridor dos 7 Mares"
8. "Imunização Racional (Que Beleza)"
9. "Baile da Pesada"
10. "Endereço dos Bailes"/ "Igualdade"/ "Rap das Armas"
11. "Aquarela Brasileira"
12. "Taj Mahal"/ "Filho Maravilha (Fio Maravilha)"
13. "Suíte dos Pescadores" (Minha Jangada)
14. "É hoje"

## Créditos
Participaram da gravação C.A. Ferrari, Celso Alvim, Mário Moura, Pedro Luís, Sidon Silva, Alessandro Valente, Alexandre Momo, André Schmidt, Caco Chagas, Carlinhos Chaves, Carlos Cachaça, Fábio Allman, Fábio Groove, Fred Castilho, Gabriel Lopes, Gui Rodrigues, Igor Araújo, Junior Teixeira, Léo Saad, Marcos Feijão, Mestre Maurão, Pedro Quental, Pitito, e Renato Biguli, com participação especial de Sérgio Loroza, Fernanda Abreu, Lenine, e Rodrigo Maranhão.